# Mme Fazilet et ses filles
Mme Fazilet et ses filles (Fazilet Hanım ve Kızları) est une telenovela turque produite par Avsar Film et diffusée par entre le 25 mars 2017 et le 8 juin 2018 sur Star TV.
En France, le feuilleton a été remonté en 174 épisodes de 45 minutes et diffusé entre le 11 avril 2022 et le 8 décembre 2022 sur Novelas TV.

## Synopsis
Depuis la mort de son mari, Mme Fazilet vit dans une modeste maison avec ses deux filles Ece et Hazan. Aux passions contraires, Madame Fazilet rêve de devenir riche et compte sur ses filles pour y parvenir. Leur vie bascule lorsqu'elles rencontrent la famille Egemen, aisée et respectée.

## Distribution
- Nazan Kesal (VF : Lise Ron) : Fazilet Çamkıran
- Deniz Baysal (VF : Eva Wilson) : Hazan Çamkıran
- Afra Saraçoğlu (VF : Magalie Madison) : Ece Çamkıran
- Çağlar Ertuğrul (VF : Ginkgo Reinard) : Yağız Egemen
- Alp Navruz (VF : Gabin Guérineau) : Sinan Egemen
- Mahir Günşıray (VF : Stéphane Guinon) : Hazım Egemen
- Tolga Güleç (VF: Mickaël Lancri) : Gökhan Egemen
- Hazal Türesan (VF : Léa Gauge) : Yasemin Egemen
- Ecem Baltacı (VF : Noëlle Bullrich) : Selin Egemen
- İdris Nebi Taşkan (VF : Hervé Balbauquet) : Yasin Demirkol
- Tuğba Melis Türk (VF : Céline Hakoun) : Nil Şanoğlu
- Türkan Kılıç (VF: Claire Darnel) : Kerime Yıldız
- Sevinç Erol (VF : Soraya Daid) : Şükriye Demirkol
- Bülent Onur : Rıfat Demirkol
- Süreyya Gürsel Evren (VF : Jean Georges) : Ekrem
- Ahmet Kaan Gezer : Oğuz
- Caner Kadir Gezener : Tarık Koray
- Dila Eslem Solak : Esma
- Emine Umar (VF : Karine Stengel) : Saliha
- Gizem Özekşi : Betül
- Demet Genç (VF : Stéphanie Toraille puis Madi Rose) : Binnaz
- Sümeyra Koç (VF : Nathalie Estrada) : Farah
- Gülçin Güvenç (VF : Julie Laurent) : Nermin
- İzim Turan (VF : Jeanne Petit) : Sevda
- Ömrüm Nur Çamçakallı : Ömrüm
- Eser Karabil : Mert
- Kader Arzu Pesen : Narin
- Esra Ergün (VF : Adèle Portal) : Gülten
- Leyla Üner Ermaya : Lale
- Zerrin Nişancı (VF : Madi Rose) : Sevinç Egemen
- Gülsen Tuncer (VF : Suki Fe) : Güzide

## Version française
La version française est assurée par Universal Cinergia, à Miami. Les adaptations sont signées par un pool d'auteurs dont David Sauvage, Tangi Colombel, Héloïse Chettle...

## Récompenses et nominations
- Il a reçu le prix du meilleur film de série télévisée aux Turkey Youth Awards[2].

- Alp Navruz a reçu le prix du meilleur artiste débutant aux Turkey Golden Tourism Awards[2].

## Diffusion internationale
| Pays                   | Chaîne                                 | Première diffusion |
| ---------------------- | -------------------------------------- | ------------------ |
| Ligue arabe            | OSN                                    | 2017               |
| Albanie                | Jolly                                  | 2017               |
| Serbie                 | RTV Pink                               | 2017               |
| Roumanie               | Pro 2                                  | 2017               |
| Géorgie                | Rustavi 2                              | 2017               |
| Colombie               | Canal 1                                | 2017, 2020         |
| Grèce                  | ANT1                                   | 2017               |
| Chili                  | Chilevisión                            | 2018               |
| Macédoine du Nord      | Sitel Televisión                       | 2018               |
| Bulgarie               | Diema Family                           | 2018               |
| Kazakhstan             | KazakhTV                               | 2018               |
| Paraguay               | Telefuturo                             | 2018               |
| Porto Rico             | WAPA-TV                                | 2018, 2020         |
| Bosnie-Herzégovine     | Diema Family                           | 2018               |
| Slovénie               | POP TV                                 | 2018               |
| Croatie                | NOVA TV                                | 2018               |
| États-Unis             | Pasiones                               | 2019               |
| Équateur               | TC Televisión                          | 2019               |
| Espagne                | Nova                                   | 2019               |
| Costa Rica             | Teletica                               | 2019               |
| Honduras               | Canal 11                               | 2019               |
| Tunisie                | Nessma                                 | 2019               |
| Maroc                  | 2M TV                                  | 2019               |
| République dominicaine | Color Visión                           | 2020               |
| Mexique                | Imagen Televisión                      | 2020               |
| Panama                 | Telemetro                              | 2020               |
| Liban                  | Al-Jadeed TV                           | 2020               |
| Angola                 | TV Zimbo                               | 2021               |
| France                 | Novelas TV                             | 2022               |
| Hongrie                | TV2 (première), Izaura TV (répétition) | 2022               |

## Versions
- Las hijas de la señora García (Televisa, 2024-2025)